# Viskinge-Avnsø Sogn
Viskinge-Avnsø Sogn er et sogn i Kalundborg Provsti (Roskilde Stift). Sognet blev oprettet 1. januar 2019 ved sammenlægning af Viskinge Sogn og Avnsø Sogn.
I 1800-tallet var Avnsø Sogn anneks til Viskinge Sogn. Begge sogne hørte til Skippinge Herred i Holbæk Amt. Viskinge-Avnsø sognekommune blev ved kommunalreformen i 1970 indlemmet i Bjergsted Kommune, der ved strukturreformen i 2007 indgik i Kalundborg Kommune. 
I Viskinge-Avnsø Sogn ligger Viskinge Kirke, Aunsø Kirke og Aunsø Gamle Kirke.

## Stednavne
I det tidligere Viskinge Sogn findes følgende autoriserede stednavne:
- Brændemose (bebyggelse)
- Faksbjerg (areal)
- Frederiksholm (bebyggelse)
- Løgtved (bebyggelse, ejerlav)
- Løgtved Huse (bebyggelse)
- Løgtvedgård (landbrugsejendom)
- Ny Løgtved (bebyggelse)
- Rugtved (bebyggelse, ejerlav)
- Silkebækshuse (bebyggelse)
- Smakkerup (bebyggelse, ejerlav)
- Smakkerupgården (landbrugsejendom)
- Stoksholm (bebyggelse)
- Svinghulen (bebyggelse)
- Viskinge (bebyggelse, ejerlav)
- Viskingegård (landbrugsejendom)
- Ærtebjerg (bebyggelse)

I det tidligere Avnsø Sogn findes følgende autoriserede stednavne:
- Aunsøgård (ejerlav, landbrugsejendom)
- Dejvad (bebyggelse)
- Gammel Øresø (bebyggelse)
- Højbjerg (bebyggelse)
- Ringholm (bebyggelse)
- Snurren (bebyggelse)
- Stenrand (areal, bebyggelse)
- Svebølle (bebyggelse, ejerlav)